# Santa Elena (Usulután)
Santa Elena è un comune del dipartimento di Usulután, in El Salvador.

## Storia
La città fu coinvolta in primo piano durante la guerra civile in El Salvador (1980-92). Qui si svolse una delle più grandi mattanze della guerra da parte dell'esercito ufficiale, che trucidò oltre 30 persone nel 1981, saccheggiandone le case. In ricordo della strage è stato eretto un centro che prende il nome di Félix Martínez, una delle persone assassinate.

## Festività
La festa patronale si celebra dal 10 al 18 agosto in onore dell'imperatrice Elena.